# Linda Keith
Linda Keith (* 1946 in Hampstead, London) ist ein ehemaliges britisches Model der Swinging Sixties. Sie hat maßgeblich die Karriere von Jimi Hendrix gefördert.

## Leben
Linda Keith ist die Tochter des britischen Schauspielers, Discjockeys und Radiomoderators Alan Keith (1908–2003) und dessen Frau Pearl Rubeck. Beide Elternteile waren Nachkommen russisch-jüdischer Einwanderer. Ihr Vater wurde für seine Verdienste mit dem Offizierskreuz des Order of the British Empire ausgezeichnet. Sie hat einen älteren Bruder, Brian Keith, der seit 2001 als Richter am High Court of Justice tätig ist. Der Schauspieler David Kossoff (1919–2005) war ihr Onkel und der Gitarrist Paul Kossoff der Rockband Free (1950–1976) war ihr Cousin. 
Linda Keith wurde als Model entdeckt, als sie in ihren Teenagerjahren im Haupthaus von Vogue in London Post auslieferte. Keith wurde zunächst als Model für Hüte engagiert. Später arbeitete sie mit dem renommierten Fotografen David Bailey (* 1938) zusammen, der auch Jean Shrimpton (* 1942) erfolgreich in Szene gesetzt hatte. Keith wurde auch zu einem bevorzugten Fotomodel von Raymond (Ossie) Clark (1942–1996). Sie war mit der Bohème-Szene in West Hampstead verbunden, zu der auch einflussreiche Künstler, Musiker und Modeleute gehörten.

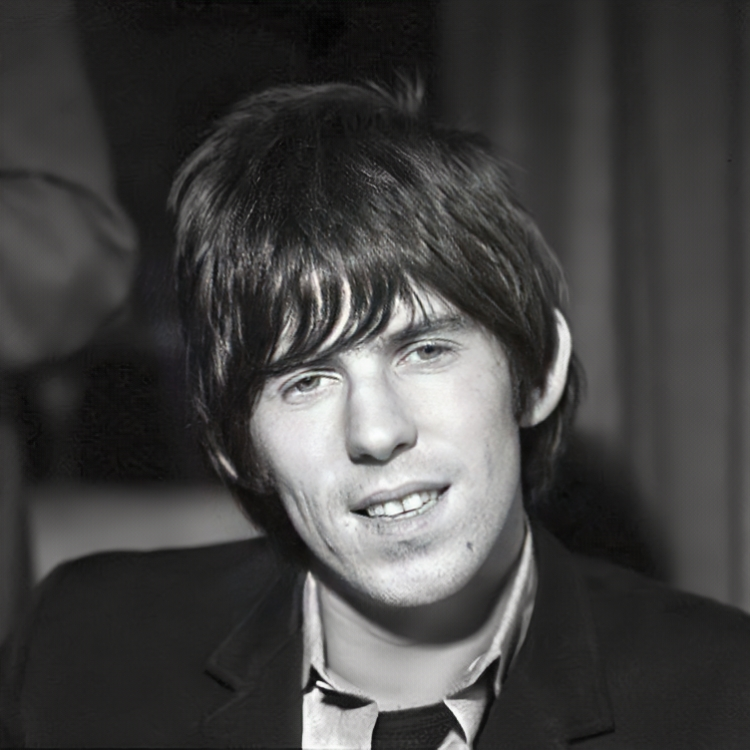
Keith Richards (1965)

Im Herbst 1963 lernte Linda Keith auf einer Party den Gitarristen der Rolling Stones, Keith Richards (* 1943), kennen. Ihre beste Freundin Sheila Klein war mit Andrew Loog Oldham (* 1944), dem Manager der Rolling Stones zusammen, den sie später auch heiratete. Linda Keith war kein großer Fan der Band, aber Keith und Richards verband ihre gemeinsame Leidenschaft für Bluesmusik. Sie gingen zusammen aus und wurden bald ein Paar. Linda Keith war Keith Richards’ erste feste Freundin. Er bezeichnete sie später als die große Liebe seines Lebens. 

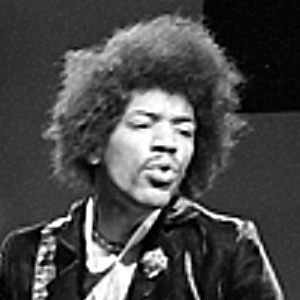
Jimi Hendrix (1967)

Ende Mai 1966 hielt sich Linda Keith im Vorfeld der US-Tournee der Rolling Stones in New York auf und besuchte mit einigen Freunden den Cheetah Club. Auf der Bühne sah und hörte sie Jimi Hendrix (1942–1970) mit der Band Curtis Knight and the Squires Gitarre spielen. Sie war von seiner Darbietung begeistert und lud ihn nach seinem Auftritt an ihren Tisch ein. Linda Keith entschloss sich, Hendrix zu einem Plattenvertrag zu verhelfen, und traf sich regelmäßig mit ihm. Im Juni 1966 kam auch Keith Richards nach New York. Linda Keith verschaffte Hendrix Zugang zur Suite von Richards und lieh Hendrix eine Gitarre ihres Freundes, eine weiße Fender Stratocaster. Die Gitarre von Hendrix befand sich zu diesem Zeitpunkt in einem Pfandhaus. Bisher hatte Hendrix mit den Squires gespielt, weil die ihm eine Gitarre zur Verfügung gestellt hatten, aber jetzt konnte Hendrix wieder mit seiner eigenen Band Jimmy James und die Blue Flames auftreten. Das Engagement von Linda Keith für Hendrix belastete zusehends ihre Beziehung zu Keith Richards. 
Linda Keith brachte Sheila Klein und Andrew Oldham dazu, sich einen Auftritt von Hendrix und seiner Band anzuhören. Beide waren allerdings nicht besonders beeindruckt. Vielmehr hatte Sheila Klein die Vermutung, dass sich Linda Keith in Hendrix verliebt hatte. Anschließend lud Linda Keith den Produzenten Seymour Stein (1942–2023) in das Cafe Au Go-Go in Greenwich Village ein, um sich Hendrix anzuhören. Bei diesem Auftritt zerschlug Jimi Hendrix die ihm anvertraute Fender Stratocaster, was Linda Keith sehr erzürnte. Auf Stein machte die Darbietung aber nicht den erhofften positiven Eindruck und er verließ das Lokal. Im August 1966 bat sie Chas Chandler (1938–1996) sich Hendrix im Cafe Wha? auf der Bühne anzusehen. Chandler war auf der Abschlusstournee mit den Animals und plante die Band zu verlassen, um sich als Produzent und Manager von neuen Talenten zu etablieren. Chandler gefiel der Auftritt von Hendrix und er überredete ihn, nach London zu kommen, um dort eine musikalische Karriere zu starten. 
Linda Keith kehrte nach der US-Tournee der Rolling Stones mit Richards nach London zurück. Dort entfremdete sich das Paar weiter und Linda Keith reiste wieder nach New York zu Jimi Hendrix. Dort ging sie jede Nacht in verschiedene Clubs und konsumierte regelmäßig Drogen. Linda Keith hat allem Anschein nach Jimi Hendrix mit LSD bekannt gemacht. Keith Richards war über die Situation sehr beunruhigt und rief im August 1966 Lindas Vater an, um ihm mitzuteilen, dass seine Tochter in Gefahr sei. Er drängte ihn, seine Tochter sofort zurück nach London zu holen. Alan Keith reiste nach New York, brachte seine Tochter zurück nach England und ließ sie unter Vormundschaft stellen. Nach ihrer Rückkehr sahen sich beide wieder, aber ihre Beziehung war zu Ende. Keith Richards komponierte in dieser Zeit den Song Ruby Tuesday, der nach Auskunft von Richards Bezug zu Linda Keith und zur Trennung nimmt. 
Jimi Hendrix kam Anfang September 1966 nach London, aber Linda Keith verlor in der Folgezeit den Kontakt zu Hendrix. Er hatte neue Bandmitglieder, Förderer, ein Management und in Kathy Etchingham eine Freundin gefunden und hielt sich unter deren Einfluss fern von Linda Keith. Erst kurz vor seinem Tod 1970 trat Hendrix wieder in Verbindung zu Linda Keith. Er berichtete ihr, er habe einen neuen Song geschrieben, See Me Linda, Hear Me, I’m Playing the Blues, der von ihr handle. Es gibt auch eine Aufnahme von Hendrix aus dem Jahr 1970, die den Titel Send My Love to Linda trägt und sich wahrscheinlich auf Linda Keith bezieht. 

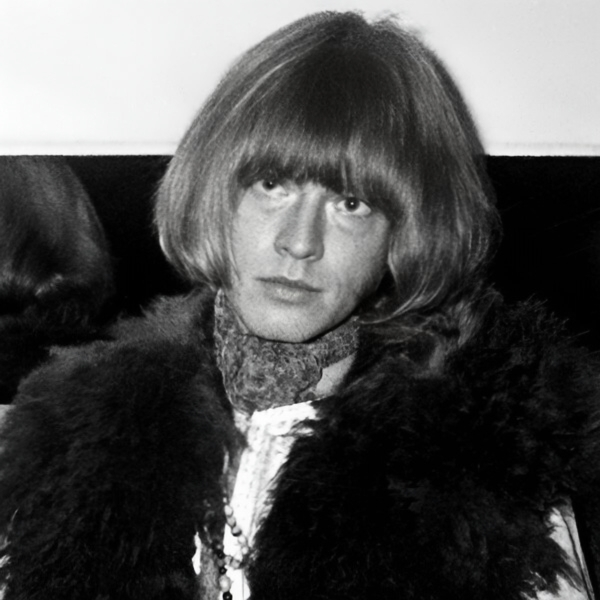
Brian Jones (1967)

1967 hatte Linda Keith eine kurze Beziehung mit Brian Jones (1942–1969), dem Gründer und Gitarristen der Rolling Stones. Sie blieben auch danach noch befreundet und teilten ihre gemeinsame Neigung zu übermäßigem Drogenkonsum. 1968 geriet Linda Keith aufgrund einer Überdosis Drogen in die Schlagzeilen. Von einer Wohnung am Chesham Place in Belgravia, die Brian Jones benutzte, weil sie sich in der Nähe der Aufnahmestudios befand, rief sie einen Arzt an und teilte ihm mit, wo sie war und dass sie eine Überdosis Drogen genommen hatte. Die eingeschaltete Polizei fand Keith bewusstlos vor und veranlasste einen Transport in ein Krankenhaus. Linda Keith erholte sich schnell und wurde am nächsten Morgen aus dem Krankenhaus entlassen. 
Linda Keith verbrachte einen Großteil ihres Lebens im Haus ihrer Eltern in 81 Cholmley Gardens im Londoner Stadtteil West Hampstead. 1983 heiratete Linda Keith den britischen Musiker und Musikproduzenten John Porter (* 1947) und gründete eine Familie. Sie lebt heute mit ihrer Familie in New Orleans. In dem biografischen Film Jimi: All Is by My Side von 2014, in dem die prägenden Jahre des Gitarristen gezeigt werden, spielte die englische Schauspielerin Imogen Poots die Rolle von Linda Keith. Sie selbst ist auch in einer Reihe von Dokumentationen zu sehen, die sich mit dem Leben vom Hendrix befassen.